# Monica Tabengwa
Monica Tabengwa (Botsuana, c. 1971) es una activista por los derechos humanos, abogada e investigadora botsuana.

## Trayectoria
Hija de madre soltera, creció con siete hermanos. Tabengwa se licenció en derecho por la Universidad de Botsuana y obtuvo un máster en derecho por el Centro de Derechos Humanos de la Universidad de Pretoria.
Defensora de los derechos humanos, activista y feminista, con amplia experiencia en la defensa de los derechos humanos y la justicia social, ha trabajado en favor de los derechos de las mujeres, de las personas con VIH y, durante décadas, por los derechos del colectivo LGBTIQ+. Se convirtió en especialista en temas LGBT en el África subsahariana.
Fue la directora ejecutiva de la Asociación Internacional Panafricana de la Asociación Internacional de Gays y Lesbianas. Ha sido investigadora para la organización internacional Human Rights Watch LGBTI, realizando investigaciones y documentando violaciones de los derechos humanos, con especial atención a los derechos de las minorías sexuales y de género en África. También dirigió el proyecto de inclusión LGBTI de la organización de cooperación internacional Hivos en Zimbabue.
Además, se convirtió en miembro del comité de redacción y signataria de los Principios de Yogyakarta. También pasó a trabajar para el Programa de las Naciones Unidas para el Desarrollo como especialista en políticas LGBT en África. Tabengwa fue una de las fundadoras del proyecto Envisioning LGBTI, que se gestó inicialmente durante los World Outgames.  Además, fue la fundadora e impulsora de LEGABIBO, una organización LGBTI de Botsuana que estuvo detrás de la campaña para despenalizar las relaciones entre personas del mismo sexo en ese país.
Tabengwa ha escrito sobre la violencia y la discriminación que enfrentan las personas LGBT en el África subsahariana. Se declaró públicamente como lesbiana.